# Wilhelm Zenger
Pour les articles homonymes, voir Zenger.
Wilhelm Zenger (né en 1877 - mort le 19 mai 1911 à Munich en Bavière), est un patineur artistique allemand.

## Biographie

### Carrière sportive
Wilhelm Zenger a été deux fois champion d'Allemagne de patinage artistique en 1900 et 1901. Il n'a jamais participé aux championnats d'Europe et aux championnats du monde.

### Famille
Il est le frère cadet de Karl Zenger qui a été aussi champion d'Allemagne de patinage artistique, et patinait pour le club EV Munich. Professionnellement, il a été commerçant.

## Palmarès
| Compétition              | 1900 | 1901 |  |  |  |  |  |  |  |  |  |  |  |  |  |  |  |  |  |  |  |  |  |  |  |  |
| Championnats du monde    |      |      |  |  |  |  |  |  |  |  |  |  |  |  |  |  |  |  |  |  |  |  |  |  |  |  |
| Championnats d’Europe    |      |      |  |  |  |  |  |  |  |  |  |  |  |  |  |  |  |  |  |  |  |  |  |  |  |  |
| Championnats d'Allemagne | 1er  | 1er  |  |  |  |  |  |  |  |  |  |  |  |  |  |  |  |  |  |  |  |  |  |  |  |  |
|                          |      |      |  |  |  |  |  |  |  |  |  |  |  |  |  |  |  |  |  |  |  |  |  |  |  |  |